# Morti nel 1824
| Questa pagina contiene informazioni ricavate automaticamente dalle voci biografiche con l'ausilio del template Bio e di un bot. L'aggiornamento è periodico e automatico e ricostruisce completamente la pagina. Se manca una persona in questa lista, sei pregato di non aggiungerla, ma accertati piuttosto che la sua voce biografica contenga il template Bio e che i dati anagrafici siano correttamente compilati. Se il template Bio manca, inseriscilo tu stesso o, in alternativa, metti l'avviso {{tmp\|Bio}} che ne segnala la mancanza. Se i dati riportati sono sbagliati, correggi direttamente la voce biografica; le modifiche saranno visibili in questa lista entro pochi giorni. Per chiarimenti vedi il progetto biografie. La lista contiene solo le 161 persone che sono citate nell'enciclopedia e per le quali è stato implementato correttamente il template Bio. Pagina aggiornata al 10 ago 2025. |

## Gennaio(16)
- 1º gennaio - Vincenzo Maria Strambi, vescovo cattolico e religioso italiano (n. 1745)
- 2 gennaio - Filippo Trigona, vescovo cattolico italiano (n. 1735)
- 3 gennaio - Raimondo Garau, politico e giurista italiano
- 6 gennaio - Pietro Moscati, medico, anatomista e politico italiano (n. 1739)
- 7 gennaio - Faustino Arévalo, gesuita, latinista e filologo spagnolo (n. 1747)
- 8 gennaio - Josepha Duschek, soprano austriaco (n. 1754)
- 10 gennaio - Thomas Edward Bowdich, naturalista, esploratore e zoologo inglese (n. 1790)
- 11 gennaio - Marco Federici, rivoluzionario e politico italiano (n. 1746)
- 14 gennaio - Lorenzo Mari, militare italiano (n. 1766)
- 15 gennaio - Francis Dundas, generale e politico britannico (n. 1759)
- 17 gennaio - Thomas Maitland, militare e politico britannico (n. 1760)
- 18 gennaio - Agostino Ugolini, pittore italiano (n. 1758)
- 22 gennaio - Giuseppe Tambroni, archeologo, critico d'arte e diplomatico italiano (n. 1773)
- 24 gennaio - Ercole Consalvi, cardinale, politico e mecenate italiano (n. 1757)
- 26 gennaio - Théodore Géricault, pittore francese (n. 1791)
- 29 gennaio - Luisa di Stolberg-Gedern, nobile tedesca (n. 1752)

## Febbraio(16)
- 1º febbraio - Luigi Giuntini, medico italiano (n. 1761)
- 1º febbraio - Maria Theresia von Paradis, pianista, compositrice e musicista austriaca (n. 1759)
- 1º febbraio - Aimable Gilles Troude, ammiraglio francese (n. 1762)
- 2 febbraio - Luigi Pandolfi, cardinale italiano (n. 1751)
- 2 febbraio - Luigi Sucini, fantino italiano (n. 1746)
- 3 febbraio - Jane Fleming, nobildonna inglese (n. 1755)
- 3 febbraio - Ferdinando Taxis, presbitero italiano (n. 1756)
- 4 febbraio - Maria Anna di Zweibrücken-Birkenfeld, principessa tedesca (n. 1753)
- 8 febbraio - Rhijnvis Feith, scrittore e poeta olandese (n. 1753)
- 9 febbraio - Anna Katharina Emmerick, monaca cristiana, mistica e veggente tedesca (n. 1774)
- 13 febbraio - Carlo Pascale D'Illonza, pittore italiano (n. 1761)
- 18 febbraio - Antoine Louis Popon de Maucune, militare francese (n. 1772)
- 20 febbraio - Bogislav Friedrich Emanuel von Tauentzien, militare tedesco (n. 1760)
- 21 febbraio - Eugenio di Beauharnais, generale francese (n. 1781)
- 23 febbraio - Blasius Merrem, naturalista tedesco (n. 1761)
- 24 febbraio - Simone Évrard, rivoluzionaria francese (n. 1764)

## Marzo(15)
- 3 marzo - Giovanni Battista Viotti, compositore e violinista italiano (n. 1755)
- 5 marzo - Gaetano Maccà, abate e storico italiano (n. 1740)
- 7 marzo - Ludwig Wilhelm Gilbert, fisico e chimico tedesco (n. 1769)
- 8 marzo - Jean-Jacques Régis de Cambacérès, giurista e politico francese (n. 1753)
- 9 marzo - Jean-Charles de Coucy, arcivescovo cattolico francese (n. 1746)
- 10 marzo - Luisa Adelaide di Borbone-Condé, religiosa francese (n. 1757)
- 11 marzo - Éléonore Jean Nicolas Soleil, militare francese (n. 1767)
- 13 marzo - Sophia Lee, drammaturga, educatrice e scrittrice inglese (n. 1750)
- 13 marzo - Maria Luisa di Borbone-Spagna, spagnola (n. 1782)
- 14 marzo - Antonietta di Sassonia-Coburgo-Saalfeld, nobildonna (n. 1779)
- 27 marzo - Louis-Marie de La Révellière-Lépeaux, politico francese (n. 1753)
- 28 marzo - Mahmud ibn Muhammad, sovrano tunisino (n. 1757)
- 29 marzo - Hans Nielsen Hauge, predicatore, scrittore e imprenditore norvegese (n. 1771)
- 30 marzo - Elizabeth Hervey, nobildonna inglese (n. 1759)
- 31 marzo - Emilio Pucci, nobile e politico italiano (n. 1774)

## Aprile(6)
- 2 aprile - Niccolò Contestabile, pittore italiano (n. 1759)
- 10 aprile - Jean-Baptiste Drouet, rivoluzionario francese (n. 1763)
- 12 aprile - Thomas Hall, pastore protestante statunitense (n. 1750)
- 13 aprile - Jane Taylor, poetessa e scrittrice britannica (n. 1783)
- 19 aprile - George Gordon Byron, nobile, poeta e politico britannico (n. 1788)
- 27 aprile - William Kerr, VI marchese di Lothian, nobile scozzese (n. 1763)

## Maggio(10)
- 2 maggio - Maximilien Joseph Hurtault, architetto francese (n. 1765)
- 4 maggio - Leonardo Frullani, giurista e politico italiano (n. 1756)
- 4 maggio - Joseph Joubert, filosofo e aforista francese (n. 1754)
- 6 maggio - Rosa Morandi, soprano italiano (n. 1782)
- 9 maggio - Jean-Chrysostome de Villaret, vescovo cattolico francese (n. 1739)
- 10 maggio - Bartolomeo Gandolfi, fisico, chimico e naturalista italiano (n. 1753)
- 15 maggio - Johann Philipp Karl Joseph von Stadion, politico austriaco (n. 1763)
- 19 maggio - Francis Maseres, giurista britannico (n. 1731)
- 26 maggio - Luigi Barilli, cantante italiano (n. 1764)
- 26 maggio - Cristiano Federico di Stolberg-Wernigerode, nobile tedesco (n. 1746)

## Giugno(12)
- 1º giugno - Salvatore Palazzotto, imprenditore italiano (n. 1751)
- 10 giugno - Caesar Augustus Rodney, politico statunitense (n. 1772)
- 13 giugno - Fortunata Sulgher, poetessa italiana (n. 1755)
- 14 giugno - Charles-François Lebrun, politico francese (n. 1739)
- 17 giugno - Grigorij Semënovič Volkonskij, generale russo (n. 1742)
- 18 giugno - Ferdinando III di Toscana, nobile italiano (n. 1769)
- 21 giugno - Louis-François de Bausset-Roquefort, cardinale e vescovo cattolico francese (n. 1748)
- 21 giugno - Nicola Fergola, matematico italiano (n. 1753)
- 23 giugno - Franz Horny, pittore tedesco (n. 1798)
- 24 giugno - Zanobi Maria da Firenze, missionario e vescovo cattolico italiano (n. 1779)
- 25 giugno - Esteban Agustín Gascón, politico e giudice argentino (n. 1764)
- 28 giugno - Hans Henric von Essen, generale e politico svedese (n. 1755)

## Luglio(11)
- 1º luglio - Lachlan Macquarie, generale scozzese (n. 1762)
- 6 luglio - Frederik Gottschalk von Haxthausen, politico norvegese (n. 1750)
- 8 luglio - Francesco Maresca, architetto italiano (n. 1757)
- 8 luglio - Kamāmalu delle Hawaii, principessa statunitense (n. 1802)
- 11 luglio - Francesco Leopoldo Bertoldi, scrittore, poeta e presbitero italiano (n. 1737)
- 14 luglio - Kamehameha II delle Hawaii, sovrano (n. 1797)
- 16 luglio - Simone Stratico, matematico, fisico e ingegnere italiano (n. 1733)
- 19 luglio - Agustín de Iturbide, politico e militare messicano (n. 1783)
- 20 luglio - Maine de Biran, filosofo e psicologo francese (n. 1766)
- 21 luglio - Buddha Loetla Nabhalai, siamese (n. 1767)
- 24 luglio - Francesco Ceracchini, compositore e organista italiano (n. 1768)

## Agosto(14)
- 6 agosto - Johann Peter von Langer, pittore tedesco (n. 1756)
- 8 agosto - Marija Perekusichina, nobile e scrittrice russa (n. 1739)
- 8 agosto - Friedrich August Wolf, filologo classico e grecista prussiano (n. 1759)
- 9 agosto - Giovanni Domenico Perotti, compositore italiano (n. 1761)
- 11 agosto - Marie François Rouyer, militare francese (n. 1765)
- 12 agosto - Francesco Foggi, giurista e avvocato italiano (n. 1748)
- 12 agosto - Charles Nerinckx, prete e missionario belga (n. 1761)
- 13 agosto - Pietro Vischi, italiano (n. 1767)
- 15 agosto - Carl Arnold Kortum, scrittore tedesco (n. 1745)
- 17 agosto - Charles Gabriel Lemonnier, pittore francese (n. 1743)
- 24 agosto - Valentine Quin, I conte di Dunraven e Mount-Earl, nobile e politico irlandese (n. 1752)
- 27 agosto - Policarpo Cacherano d'Osasco, generale e politico italiano (n. 1744)
- 27 agosto - Johann Christian Woyzeck, criminale tedesco (n. 1780)
- 27 agosto - François Palamède de Suffren, botanico francese (n. 1753)

## Settembre(11)
- 3 settembre - Georges Louis Marie Dumont de Courset, botanico e agronomo francese (n. 1746)
- 5 settembre - Pierre Louis de Lacretelle, giurista francese (n. 1751)
- 8 settembre - Antonio Gabriele Severoli, cardinale e arcivescovo cattolico italiano (n. 1757)
- 9 settembre - Balthazar Georges Sage, chimico e mineralogista francese (n. 1740)
- 9 settembre - Paolo Giuseppe Solaro, cardinale e vescovo cattolico italiano (n. 1743)
- 12 settembre - Louis Albert Bacler d'Albe, generale, cartografo e pittore francese (n. 1761)
- 16 settembre - Luigi XVIII di Francia, re (n. 1755)
- 16 settembre - Giacomo Tritto, compositore italiano (n. 1733)
- 17 settembre - Richard Watson Dickson, medico e agronomo britannico (n. 1759)
- 28 settembre - Pietro Gabrielli, II principe di Prossedi, nobile e politico italiano (n. 1746)
- 30 settembre - Simon Dekker, ammiraglio olandese (n. 1756)

## Ottobre(11)
- 10 ottobre - Johann von Thielmann, generale prussiano (n. 1765)
- 11 ottobre - Anna Michajlovna Volkonskaja, nobildonna russa (n. 1749)
- 11 ottobre - Maria Anna di Savoia, principessa (n. 1757)
- 13 ottobre - Giuseppe Biamonti, poeta e tragediografo italiano (n. 1762)
- 16 ottobre - Carlo Sozzi, presbitero italiano (n. 1752)
- 19 ottobre - Franz Philipp Fenner von Fenneberg, militare austriaco (n. 1759)
- 20 ottobre - Angelo Maria d'Elci, letterato italiano (n. 1751)
- 20 ottobre - Jacques Nicolas Fleuriot de La Fleuriais, generale francese (n. 1738)
- 20 ottobre - Jean de Noailles, nobile e scienziato francese (n. 1739)
- 27 ottobre - André Thouin, botanico e agronomo francese (n. 1747)
- 30 ottobre - Charles Robert Maturin, scrittore e drammaturgo irlandese (n. 1782)

## Novembre(8)
- 7 novembre - Beyhan Sultan, principessa ottomana (n. 1766)
- 13 novembre - Martin Vignolle, generale e politico francese (n. 1763)
- 19 novembre - Joseph-Henri Costa de Beauregard, militare francese (n. 1752)
- 20 novembre - Carl Axel Arrhenius, chimico e militare svedese (n. 1757)
- 22 novembre - Jacques de Maleville, giurista e politico francese (n. 1741)
- 25 novembre - Luisa Palma Mansi, scrittrice italiana (n. 1760)
- 29 novembre - Maria Maddalena dell'Incarnazione, religiosa e mistica italiana (n. 1770)
- 30 novembre - Luigi Mosca, compositore italiano (n. 1775)

## Dicembre(10)
- 2 dicembre - Fëdor Petrovič Uvarov, generale russo (n. 1769)
- 9 dicembre - Anne-Louis Girodet de Roussy-Trioson, pittore, illustratore e incisore francese (n. 1767)
- 12 dicembre - Ascanio Baldasseroni, avvocato e giurista italiano (n. 1751)
- 15 dicembre - Thomas Henderson, politico statunitense (n. 1743)
- 16 dicembre - Lelio Parisi, magistrato e politico italiano (n. 1756)
- 17 dicembre - Johann Arnold Kanne, filologo e linguista tedesco (n. 1773)
- 21 dicembre - James Parkinson, medico, paleontologo e geologo britannico (n. 1755)
- 22 dicembre - Francesco Carradori, scultore italiano (n. 1747)
- 24 dicembre - Antoine Vestier, pittore francese (n. 1740)
- 25 dicembre - Barbara von Krüdener, mistica e scrittrice tedesca (n. 1764)

## Senza giorno specificato(21)
- Fëdor Jakovlevič Alekseev, pittore russo
- Giuseppe Ballanti, incisore italiano (n. 1735)
- Francesco Benucci, basso italiano (n. 1745)
- James Bissett, ammiraglio britannico (n. 1760)
- David Bushnell, inventore statunitense (n. 1742)
- Giovanni Maria Cassini, cartografo, incisore e disegnatore italiano (n. 1745)
- Giuseppe Cervellini, compositore e organista italiano (n. 1745)
- Luigi Cocastelli, diplomatico italiano (n. 1745)
- Caroline Crachami, italiana (n. 1815)
- Jean-Nicolas-Marie Deguerle, letterato, traduttore e grammatico francese (n. 1766)
- Joseph Frederick Wallet Desbarres, cartografo britannico (n. 1721)
- Alfred Duvaucel, naturalista francese (n. 1793)
- Fra Felice da Palermo, pittore, architetto e ingegnere italiano (n. 1751)
- Geremia IV di Costantinopoli, arcivescovo ortodosso greco
- Lorenzo Giustiniani, letterato italiano (n. 1761)
- Thomas Hickey, pittore e viaggiatore irlandese (n. 1741)
- François Levaillant, esploratore e ornitologo francese (n. 1753)
- Tommaso Piroli, incisore e editore italiano (n. 1752)
- George Powell, navigatore e esploratore inglese (n. 1794)
- Francesco Vaccari, violinista e compositore italiano (n. 1775)
- Jean-Baptiste Willermoz, francese (n. 1730)